# Велика технічна енциклопедія
Велика технічна енциклопедія (рос. Большая техническая энциклопедия) — серія книг, що складається з 26 томів, випущених в період з 1927 по 1934 рік. У 1935 році, був закінчений додатковий том, та у 1936 був підписаний до друку. Енциклопедія підсумовує і узагальнює всю колосальну масу технічних знань на той час. Включає в себе всі галузі науки і техніки. У фундаментальних досі актуальна і в наш час, і звичайно є суспільним надбанням. Є унікальним виданням часів СРСР (до складу якого входила Україна). Україномовної версії не існувало. 

## Про видавництво
Технічна енциклопедія видавалась в 1927—1934 роках видавництвом «Акционерное Общество Советская энциклопедия» (Москва), пізніше стало Державним Словниково-енциклопедичним видавництвом «Советская Энциклопедия». Головний редактор Л. К. Мартенс.
1-й том вийшов 1 січня 1928 р. Разом з Енциклопедією випускався «Справочник Физических Химических и Технологических величин вышедший в 8-ти томах». Перший том довідника вийшов в 1927 році.
26 томів, близько 6000 статей, близько 5000 ілюстрацій.
В 1936—1938 рр. були випущені додаткові том і предметний покажчик.
Початковий тираж: 21000 — 1 січня 1928 р. Додатковий тираж (першого тому) 10000 екз. вийшов 15 листопада 1929 р.
Останній 26 том був віддрукований тиражем 30500 екз.
Додатковий том має 1360 ілюстрацій та 6 вкладок до статей. Він був віддрукований початковим тиражем 26300 екз.
Ця Технічна енциклопедія — єдине такого великого обсягу видання російською мовою в колишньому СРСР.

## Перелік томів
Нумерація і зміст матеріалів в томах:
| № Том | Назва                                                     | Рік видання |
| ----- | --------------------------------------------------------- | ----------- |
| 1     | А — Аэродинамика                                          | 1928        |
| 2     | Аэродинамика — Бумажное производство.                     | 1928        |
| 3     | Бумажный брак — Водорода перекись.                        | 1928        |
| 4     | Водородные ионы — Газовые двигатели.                      |             |
| 5     | Газовые ткани — Графическая статика.                      | 1929        |
| 6     | Графические методы — Доменная печь.                       |             |
| 7     | Доменное производство — Жидкий воздух.                    | 1929        |
| 8     | Жидкий уголь — Изоляционные электротехнические материалы. |             |
| 9     | Изомерия — Катапульта.                                    |             |
| 10    | Кататермометр — Копалы.                                   |             |
| 11    | Копёр — Леса и подмости.                                  |             |
| 12    | Леса сорта — Метиловый алкоголь.                          | 1932        |
| 13    | Метиловый фиолетовый — Мышьяк.                            |             |
| 14    | Мышьяка соединения — Оливин.                              |             |
| 15    | Оливковое дерево — Патентное право                        |             |
| 16    | Патока — Подвижные мосты                                  |             |
| 17    | Подводные лодки — Производство овощей                     |             |
| 18    | Прокатка — Размотка пряжи                                 |             |
| 19    | Разработка полезных ископаемых — Ряжи                     |             |
| 20    | Сады-города — Сита                                        | 1933        |
| 21    | Ситовейка — Стеариновая кислота                           | 1933        |
| 22    | Стеариновое производство — Теплопередача                  | 1934        |
| 23    | Теплопроводность — Труба                                  | 1934        |
| 24    | Труболитейное дело — Фильтры                              |             |
| 25    | Фитопатология — Шарнирные направляющие механизмы          |             |
| 26    | Шаровые и трубные мельницы — Ящичное производство         |             |
|       | Додатковий том                                            |             |
| 27    | Авиационные двигатели — Яркость                           | 1936        |